# Jenny Willott
Jennifer Nancy Willott (née le 29 mai 1974)  est une femme politique britannique. Elle est députée libérale démocrate de Cardiff Central de 2005 à 2015. Elle est ministre junior au Département des affaires, de l'innovation et des compétences et du ministère de l'égalité des pouvoirs publics en décembre 2013, remplaçant temporairement Jo Swinson alors qu'elle est en congé de maternité. Elle est conseillère dans le Borough londonien de Merton de 1998 à 2000.

## Éducation
Willott est né à Wimbledon, à Londres. Elle fait ses études à la Uppingham School, étudie les classiques au St Mary's College de l'Université de Durham et fréquente la London School of Economics, obtenant une maîtrise en études du développement.

## Carrière politique
Pendant un certain temps après l'université, elle est assistante en chef pour Lembit Opik, parlementaire libéral démocrate de Montgomeryshire.
La campagne 2005 de Willott est étroitement liée à des problèmes locaux et nationaux spécifiques.
Dans son discours inaugural, Willott s'engage à «rendre Cardiff fier» et célèbre la diversité culturelle de sa circonscription. Elle déclare que ses priorités au Parlement sont les services de santé locaux, les frais de scolarité et complémentaires, et la taxe d'habitation . Elle soutient Menzies Campbell lors de l'Élection à la direction des Libéraux-démocrates de 2006 et est ensuite nommée ministre de l'ombre pour les affaires de la jeunesse, whip et whip en chef adjoint.
En 2008, elle est nommée ministre fantôme de la Justice et plus tard secrétaire d'État fantôme pour le travail et les pensions. En janvier 2009, elle est nommée chancelière fantôme du duché de Lancastre.
En décembre 2010, elle démissionne de son poste de secrétaire parlementaire privée de Chris Huhne peu de temps avant un vote pour augmenter les frais de scolarité comme recommandé par la revue Browne, pour tenir sa promesse envers les électeurs de voter contre toute augmentation des frais.
Dans un mini-remaniement du gouvernement de coalition le 3 février 2012 causé par la démission de Huhne, Willott est nommée whip adjoint.
En mai 2014, Willott se plaint de l'atmosphère hostile des questions du Premier ministre et du faible nombre de femmes ministres. Elle appelle à des listes restreintes exclusivement féminines pour les candidats à la députation, ce qui n'est pas la politique du parti libéral démocrate. En 2014, elle quitte le gouvernement mais est nommée au Conseil privé par David Cameron. En 2015, elle perd son siège à la Chambre des communes au profit de Jo Stevens du Parti travailliste.

## Carrière après la politique
Willott travaille en tant que directeur de l'entreprise et de l'innovation à l'Université St Mary's, Twickenham. Elle est également membre du conseil des IPSA.
Elle reçoit un OBE dans les honneurs d'anniversaire de la reine de 2018 pour les services à la vie politique et publique.

## Vie privée
Elle est mariée à Andrew Poole et ils ont deux enfants.